# بينيت هانسن
بينيت هانسن (بالدنماركية: Bente Hansen)‏ من مواليد عام 1940، هي كاتبة دانماركية ومحررة وناشطة في مجال حقوق المرأة وداعمة بارزة لحركة الجورب النسائي الأحمر منذ عام 1970، وقد نشرت العديد من الكتب المتعلقة بالاشتراكية وبدور المرأة؛ كما عملت في منتصف السبعينيات كمحررة التنسيق في مجلة «أنباء داغبلادت» اليومية، موليةً اهتماماً خاصاً للحركات الاجتماعية.

## السيرة الذاتية
ولدت بينيت هانسن في 4 مارس من عام 1940 في كولدنغ، هانسن، والدها الطبيب البيطري هانز كريستيان ووالدتها المدرّسة جريت فيرا نورنيلد، أمضت عاماً في بروكسل بعد التسجيل بثانوية فيستوسك، ثم عادت إلى الدنمارك لدراسة الأدب في جامعة كوبنهاغن.
تأثرت بينيت من عام 1961 وحتى عام 1966 بتقاليد النساء القويات في كفينديرغادينزي (الكلية النسوية التي درست فيها)، إلى أن حصلت على درجة الماجستير في عام 1966.
كما تأثرت على الصعيد السياسي بمجموعة من طلاب الاتحاد السوفييتي الذين التقت بهم عام 1959، وأصبحت على أثرهم اشتراكية يسارية نشطة وعضواً في حزب الشعب الاشتراكي، حيث كانت واعظة موهوبة ومؤيدة قوية للإجهاض المجاني والمساواة في الأجر بين الجنسين، ويُعتبر عملها كمحرر مجلة «الاعتمادية السياسية» التي صدرت كل شهرين منذ عام 1966سبب من أسباب تطورها، حيث خصصت بينيت منذ عام 1970 بفضل الاتصالات مع قصر نينون عمود في مجلتها لحركة الجورب النسائي الأحمر.
أصبحت على مدار الخمسة عشر عاماً التالية واحدة من القيادات غير الرسمية للحركة النسوية في الدنمارك، كما شاركت في التجمع المُقام على جزيرة فيمو عام 1971. صاغت بالاشتراك مع فيبيكه فاسبو وميتيه كودسون عدداً من الوثائق التي أصبحت مبادئ لأعضاء حركة الجورب النسائي الأحمر. كانت المتحدثة الرئيسية في أول اجتماع نسائي في فيلودباركن عام 1975.
تمثلت الصعوبة في دورها كمحررة ولكونها واحدة من أصل ثلاث محررات نساء فقط، بمعارضة 33 رجلاً لهنّ في مجلة «أنباء داغبلادت»، مما دفعها إلى الاستقالة في عام 1977، إلا أنها بقيت مُعلقة في الصحيفة اليومية ت.ب (تابلويد). شاركت لاحقاً في تطوير مسلسل تلفزيوني مهم تم بثه في عام 1986 يتمحور حول المرأة ودورها في الحركة العمالية. خففت بينيت من أنشطتها نتيجة تعرضها للإرهاق وسوء الحالة الصحية بصورة متزايدة.

## المنشورات المختارة
نشرت هانسن الكتب التالية باللغة الدنماركية:
- النقد الأدبي الماركسي (1967)
- الرأسمالية والاشتراكية والشيوعية (1969)
- الفن والرأسمالية (1971)
- نساء هيرنينج (1971)
- الموسوعة الحمراء الصغيرة (1974)
- المؤلفون / ضد الرأسمالية (1975)
- بالعودة إلى الستينيات (1978)
- في الواقع -مجموعة شعرية (1980)
- الطائر هربرت يورجنسن -كتاب للأطفال (1990)
- القدوم إلى الحياة -مجموعة شعرية (1993)
- إلى كل من يحب إدمان المخدرات -محادثات مع المعنيين بالموضوع (1995)
- قصة جميلة (2004)
- الله وكل رجل (2008)
- عندما تُقرع أجراس عيد الميلاد (2011)
- القصة هناك (2014)

## روابط خارجية
- بينيت هانسن على موقع IMDb (الإنجليزية)
- بينيت هانسن على موقع قاعدة بيانات الفيلم (الإنجليزية)